# مدرج روماني

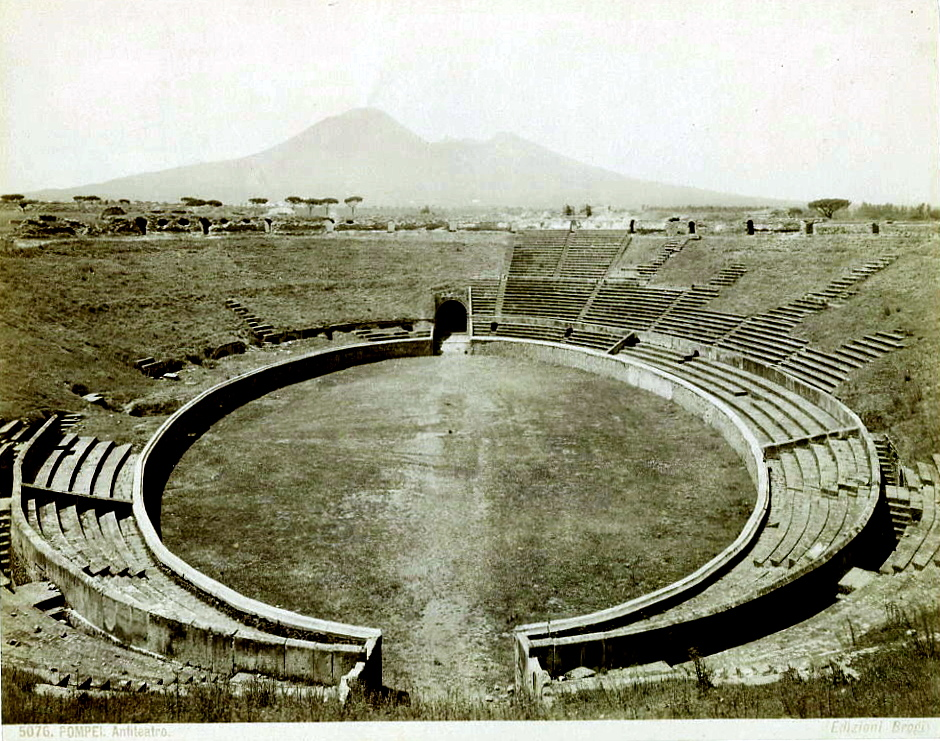
المدرج الروماني في بومبي.

مدرج روماني هي مدرجات -أماكن واسعة، دائرية أو بيضاوية في الهواء الطلق، مع مقاعد مرتفعة- بناها الرومان القدماء. استُخدمت لأحداث مثل معارك المصارعين، والصيد (مصارعة الحيوانات)، وعمليات الإعدام. عُثر على نحو 230 مدرج روماني في جميع أنحاء الإمبراطورية الرومانية. يعود تاريخ المدرجات الأولى إلى فترة الجمهورية، لكنها أصبحت أضخم خلال عصر الإمبراطورية.
تتميز المدرجات عن السيرك، ومضامير سباق الخيل، التي كانت عادة مستطيلة ومشيدة بالأساس لأحداث السباق، والملاعب المشيدة لألعاب القوى. ولكن العديد من هذه المصطلحات قد استُخدم أحيانًا لتسمية نفس المكان. كلمة المدرج تعني «المسرح الملتف (الدائري)»، وبالتالي يتميز المدرج عن المسارح الرومانية التقليدية نصف الدائرية بأنه دائري أو بيضاوي الشكل.

## المكونات
يتكون المدرج الروماني من ثلاثة أجزاء رئيسية؛ الكافيا (وهي الحظيرة باللاتينية)، والأرينا (وهي الساحة)، والفومِتريوم (وهو المقيء). تُسمى منطقة الجلوس الكافيا (الحظيرة المسيجة). تتكون الكافيا من صفوف متحدة المركز من المدرجات التي تدعمها إما أقواس مدمجة في إطار المبنى، أو محفورة ببساطة في جانب التل، أو مبنية باستخدام المواد المستخرجة في أثناء حفر منطقة القتال (الساحة).
تُنظَّم الكافيا تقليديًا إلى ثلاثة أقسام أفقية، تتناسب مع الطبقة الاجتماعية للمتفرجين:
- الإيما كافيا (الكافيا المنخفضة) وهي الجزء الأدنى من الكافيا الذي يحيط مباشرة بالساحة. كانت مخصصة عادة للمراتب العليا في المجتمع.
- تتبع الميديا كافيا (الكافيا الوسطى) مباشرة الإيما كافيا، وكانت مفتوحة لعامة الناس، لكنها كانت محجوزة للرجال عادةً.
- السوما كافيا (كافيا المجموع) هي أعلى قسم ارتفاعًا، وكانت مفتوحة عادة للنساء والأطفال.

بالمثل، يُسمى الصف الأمامي بريما كافيا، والأخير كافيا ألتيما. قُسّمت الكافيا مرة أخرى عموديًا إلى كوناي. كان الكونيوس (كلمة لاتينية للإسفين (الوتد)؛ جمعها: كوناي) تقسيمًا على شكل إسفينات مفصولة بسكالاي (كلمة لاتينية بمعنى الدَرَج) أو سلالم.
تسمى المداخل المقوسة عند مدخل الأرينا وداخل الكافيا: فومتوريا (كلمة لاتينية تعني «يفيض إلى آخره»؛ مفردها، فومتريوم)، وصُممت لتسمح بالتفرّق السريع للحشود الكبيرة.

## نبذة تاريخية

### المدرجات الأولى
لا يُعرف على وجه اليقين متى شُيدت المدرجات الأولى وأين. هناك سجلات تشهد على وجود مدرجات خشبية مؤقتة شُيدت في المنتدى الروماني لألعاب المصارعة من القرن الثاني قبل الميلاد فصاعدًا، وقد تكون هذه هي أصل الشكل المعماري المُعبَّر عنه لاحقًا بالحجر. في كتابه التاريخ الطبيعي، يدّعي بليني الأكبر أن المدرج قد اختُرع خلال عروض جايوس سكروبينيوس كيوريو عام 53 قبل الميلاد، حيث دُوّر مسرحان خشبيان نصف دائريين باتجاه بعضهما لتشكيل مدرج دائري واحد، بينما كان المتفرجون ما يزالون جالسين في النصفين. ولكن في حين قد يكون هذا أصلَ مصطلح أمفيثيتروم (مدرج باللاتينية)، فإنه لا يمكن أن يكون أصل المفهوم المعماري، إذ عُثِر على مدرجات حجرية سابقة معروفة باسم سبيكتاكيولا (مكان العرض) أو أمفيثيترا (مدرج).
وفقًا لجان كلود غولفين، توجد أقدم المدرجات الحجرية المعروفة في كامبانيا، في كابوا، وكوماي، وليترنوم، حيث شُيدت هذه الأماكن قرب نهاية القرن الثاني قبل الميلاد. ثاني أقدم المدرجات المعروفة، بالإضافة لكونه واحدًا من أكثرها دراسةً، هو مدرج بومبي، المؤرخ تشييده بدقة بعد 70 قبل الميلاد بقليل. هناك عدد قليل نسبيًا من المدرجات الأولى المعروفة: يعود تاريخ تلك الموجودة في أبيلل، وتيانوم، وكاليس، إلى عهد سولان (حتى 78 قبل الميلاد)، ويعود تاريخ تلك الموجودة في بوتسوولي وتيليسيا إلى عصر أغسطس (27 قبل الميلاد- 14 ميلادي). شُيدت المدرجات في سوتريوم، وكارمو، وأوكوبي، نحو 40-30 قبل الميلاد، وتلك الموجودة في أنطاكية وفايستوم (المرحلة الأولى) في منتصف القرن الأول قبل الميلاد.

### عصر الإمبراطورية
في عصر الإمبراطورية، أصبحت المدرجات جزءً أساسيًا من المشهد الحضري الروماني. تنافست المدن مع بعضها للتفوق في المباني المدنية، فأصبحت المدرجات أكثر ضخامة من أي وقت في الحجم والزخرفة. استوعبت المدرجات الإمبراطورية بسهولة ما بين 40,000 إلى 60,000 متفرج، أو حتى ما يصل إلى 100,000 متفرج في أكبر الأماكن، ولم يتفوق عليها سوى مضامير سباق الخيل في عدد المقاعد. تميزت بواجهات متعددة الطوابق ومقنطرة، وزُيّنت بشكل متقن بكسوة من الرخام والجص، والتماثيل والنقوش (النحت النافر)، أو حتى مصنوعة جزئيًا من الرخام.
مع نمو الإمبراطورية، ظلت معظم مدرجاتها متركزة في النصف الغربي الناطق باللاتينية، بينما نُظّم معظم عروض الشرق في أماكن أخرى مثل المسارح أو الملاعب. في الغرب، شُيّدت المدرجات جزءًا من جهود الرومنة بالتركيز على الهوس بالإمبراطورية، من قبل المحسنين من القطاع الخاص، أو الحكومة المحلية للمستعمرات، أو عواصم المقاطعات، كسمة للوضع البلدي الروماني. شُيّد عدد كبير من الساحات المتواضعة في شمال أفريقيا الرومانية، حيث قدم الجيش الروماني معظم الخبرة المعمارية.

### الإمبراطورية المتأخرة وتراجع تقليد المدرجات
تسببت عدة عوامل بالانقراض اللاحق لتقليد تشييد المدرجات. بدأت مصارعات روما القديمة بالاختفاء من الحياة العامة خلال القرن الثالث بسبب الضغط الاقتصادي، والاستنكار الفلسفي، ومعارضة الديانة المسيحية الجديدة المهيمنة على نحو متزايد، والتي اعتبر أتباعها هذه الألعاب رجسًا وإهدارًا للمال. بقيت العروض التي تشتمل على حيوانات (الصيد) حتى القرن السادس، ولكنها أصبحت أكثر تكلفة وندرة. غيّر انتشار المسيحية أيضًا أنماط الإحسان العام: مكان الروماني الوثني الذي غالبًا ما ينظر إلى نفسه على أنه مواطن في مجتمع متحضر، فيعطي منافع للجمهور مقابل الحصول على المكانة والشرف، سيكون المسيحي في كثير من الأحيان نوعًا جديدًا من المواطنين، دوافعه داخليه، والذي سعى إلى الحصول على مكافأة إلهية في الجنة، ووجّه منفعته إلى الصدقات والإحسان بدلًا من الأعمال العامة والألعاب.
عنت هذه التغييرات أن استخدام المدرجات كان أقل من أي وقت مضى، وأن تمويل تشييدها وصيانتها أقل من أي وقت مضى. سُجل آخر تشييد لمدرج عام 523 في بافيا تحت حكم ثيودريك. بعد انتهاء عروض الصيد، كان الغرض الوحيد المتبقي للمدرجات هو أن تكون مكانًا للإعدام والعقوبات العلنية. ثم بعد أن تضاءل هذا الغرض كذلك، تدهور العديد من المدرجات إلى حالة سيئة وفُكّكت تدريجيًا للحصول على مواد البناء، أو هُدمت لإفساح المجال أمام المباني الجديدة، أو خُرّبت. تحولت أخرى إلى تحصينات أو مستوطنات محصنة، مثل لبدة الكبرى، وصبراتة، وآرل، وبولا، وفي القرن الثاني عشر، حصنت عائلة فرانجيباني الكولوسيوم لمساعدتهم في صراعات القوة الرومانية. في حين أُعيد استخدام الأخرى لتكون كنائس مسيحية، بما في ذلك الساحات في آرل، ونيم، وطراغونة، وصالونا؛ أصبح الكولوسيوم مزارًا مسيحيًا في القرن الثامن عشر.

## وصلات خارجية
- Marin Buovac: On the inscriptions of Roman amphitheatres in the Eastern Adriatic seaboard, VAPD 105, 2012., 83-95.